# Frantz A Leconte
Frantz A. Leconte est professeur, maître et docteur en lettres françaises et écrivain haïtien. Il est né à Port-au-Prince en 1948.

## Biographie
Frantz Antoine Leconte est né à Port-au-Prince, Haïti, en 1948. Il a pratiqué le football comme sport. En effet, il a été attaquant du Violette Athletic Club, il s'est expatrié en 1970 pour entamer aux États-Unis des études universitaires qu'il termine en 1989. Il a, en effet, passé beaucoup de temps aux États-Unis. Il donne des conférences sur la culture et la littérature aux États-Unis et ailleurs.

### Parcours professionnels
Il est professeur de littérature française et de culture haïtienne à City University of New York. Il est devenu docteur en lettres dans cette même université en 1989. Il était aussi journaliste à New York où il a publié des articles sur la culture, l’éducation, la littérature.

### Œuvres
1. La Tradition de l'ennui spleenétique en France
2. 1492 : Le viol du nouveau monde (1992)[4]
3. Josaphat-robert Large, la fragmentation de l’être
4. L'Univers romanesque de Dany Laferriere[5]
5. La République (1998)
6. En grandissant sous Duvalier (1999)[6]
7. Haïti : le vodou au 3e millénaire (2002)[7]
8. Jacques Roumain et Haïti : La mission du poète dans la cité (édition française) (2011)[8]
9. René Depestre : Du chaos haïtien a la tendresse debout (2016)

### Traductions
- La montagne ensorcelée de Jacques Roumain.
- Haïti et littérature:  Jacques Roumain au pluriel, avec la contribution de Jean-Claude Fignolé, Franck Laraque, Clément M. Bom, Hugues St Fort, Mac-Ferl Morquette et autres[7]

## Réferences
1. ↑  « Frantz Leconte at Kingsborough Community College | Rate My Professors », sur www.ratemyprofessors.com (consulté le 3 août 2024)
2. 1 2  « Frantz-Antoine LECONTE - Biographie, publications (livres, articles) », sur www.editions-harmattan.fr (consulté le 2 août 2024)
3. ↑  (en) « Frantz-Antoine Leconte, professeur de littérature française et de culture haitienne à City University of New york », sur lenouvelliste.com (consulté le 3 août 2024)
4. ↑  Frantz Antoine Leconte, 1492: le viol du nouveau monde, Etats Unis, CIDIHCA, 1996, 277 p. (ISBN 2-89454-026-4), p. 267
5. ↑  « Les livres de l'auteur : Frantz-Antoine Leconte - Decitre - 794670 », sur www.decitre.fr (consulté le 2 août 2024)
6. ↑  (en) « Profile », sur www.kbcc.cuny.edu (consulté le 3 août 2024)
7. 1 2  (en) « Rencontre avec le Dr Frantz-Antoine Leconte », sur lenouvelliste.com (consulté le 3 août 2024)
8. ↑  Jacques Gouin, « ROBERTSON, Terence, Dieppe: The Shame and the Glory. Hutchinson & Co. Ltd., Londres, 1963. Nouvelle édition par Pan Books Ltd., Londres, 1965, 508 p. Traduction française, Presses de la Cité, sous le titre : La Honte et la gloire. », Revue d'histoire de l'Amérique française, vol. 20, no 1,‎ 1966, p. 137 (ISSN 0035-2357 et 1492-1383, DOI 10.7202/302559ar, lire en ligne, consulté le 3 août 2024)